# Alethea Arnaquq-Baril
Alethea Arnaquq-Baril est une réalisatrice inuite connue pour ses travaux sur la vie et la culture des Inuits. Elle a fondé Unikkaat Studios, sa propre compagnie de production située à Iqaluit qui produit des films en langue inuktitut. 
En 2017, elle est nommée l'une des plus importantes réalisatrices du Canada par le Festival international du film de Toronto. Cette même année, elle reçoit la Croix du service méritoire en récompense de son travail d'activiste et de réalisatrice. 
Elle travaille actuellement à temps partiel avec le Collectif Qanak, qui soutient des initiatives d'autonomisation des Inuits.

## Formation
Alethea Arnaquq-Baril est née et a grandi à Iqaluit, dans le territoire de Nunavut au Canada. Sa mère est une enseignante inuite titulaire d'une maîtrise en éducation et son père a fait de la radio à CBC avant de devenir responsable en technologie de l'information.
Arnaquq-Baril a commencé à étudier les mathématiques à l'Université de Waterloo en Ontario, avec l'intention de devenir conceptrice de jeux vidéo. Son intérêt pour la narration d'histoires l'a amenée à bifurquer vers le Sheridan College en Ontario, où elle a obtenu un diplôme en illustration. Elle a aussi effectué une formation en animation au Banff Centre for Arts and Creativity dans un programme offert par l'Office national du film du Canada (ONF).
En 2011, lors d'une entrevue à CBC sur son travail, elle déclare : « La culture inuite est essentiellement une culture orale et il n'existe que peu de données écrites en inuktitut sur le passé, de sorte qu'elle se sent poussée à enregistrer ce passé tandis que sont encore en vie les derniers anciens à avoir vécu la vie traditionnelle dans le pays. »

## Productrice de films
Arnaquq-Baril commence sa carrière en produisant le documentaire James Houston: The Most Interesting Group of People You'll Ever Meet (2008) et en co-produisant le film The Experimental Eskimos (2009). 
Entre 2011 et 2018, elle travaille sur cinq autres films en tant que productrice, réalisatrice ou scénariste. Elle produit des documentaires sur la culture inuite et en inuktitut à partir de son studio Unikaat et en collaboration avec des réalisatrices inuites. 
En 2011, elle a ainsi produit Throat Song (2011), un court-métrage de Miranda de Pencier sur une femme inuite qui échappe à une relation abusive et qui commence à guérir et à trouver sa voix après avoir rencontré d'autres victimes de violence conjugale. En 2018, elle produit The Grizzlies qui montre la création d'une jeune équipe de crosse afin d'enrayer une épidémie de suicides dans la communauté de Kugluktuk au Nunavut.

## Réalisatrice

### Lumaajuuq: The Blind Boy and the Loon(2009)
Grâce à une bourse de l'ONF, elle écrit et réalise son premier film, un court-métrage d'animation intitulé Lumaajuuq: The Blind Boy and the Loon, diffusé en 2009. Elle en tire un livre pour enfants en collaboration avec Daniel Gies pour les illustrations: The Blind Boy and the Loon, publié en 2014, disponible en anglais et en inuktitut.
Ce court-métrage d'animation est une adaptation d'un récit oral inuit au sujet d'une mère veuve qui reporte son chagrin sur son fils unique qu'elle traite cruellement. Jadis un bon chasseur, ce dernier devient aveugle. Il voyage jusqu'à un lac, où un huard lui révèle que c'est sa mère qui lui a fait perdre la vue en lui jetant un sort. Avec l'aide du huard, le jeune homme retrouve la vue. Plein de rage, il cherche à se venger et ses actions lui causent une vie de souffrance. Le film a remporté plusieurs prix.

### Tunniit: Retracing the Lines of Inuit Tattoos(2010)
En 2010, elle dirige son premier film long-métrage : Tunnit: Retracing the Lines of Inuit Tattoos, documentaire personnel sur son propre parcours d'exploration de la tradition perdue du tatouage facial des Inuits, une pratique longtemps interdite et presque oubliée. Dans une démarche très personnelle, Arnaquq-Baril retrace cette pratique en interrogeant des membres de sa communauté. Devant la résistance de certains Inuits, elle finit par trouver quelques anciens disposés à parler de la pratique du tatouage et découvre les importants changements culturels qui l'ont fait disparaître.

### Inuit High Kick (2010)
Arnaquq-Baril a dirigé Inuit High Kick, un court-métrage de moins de trois minutes sur l'athlète Johnny Issaluk à l'occasion des Jeux olympiques d'hiver de 2010 à Vancouver,.

### Seven Sins: Sloth(2011)
Dans le court-métrage animé Seven Sins: Sloth, elle s'attaque aux stéréotypes anciens et modernes caractérisant les Inuits.

### Aviliaq: Entwined(2014)
Le court-métrage Aviliaq: Entwined, diffusé en 2014, est un drame qui se passe dans l'Arctique durant les années 1950, racontant l'histoire de deux lesbiennes inuites luttant pour rester ensemble  après le mariage de l'une d'elles. Le film explore les thèmes de la sexualité et de la structure familiale dans la culture locale durant la colonisation.

### Angry Inuk(2016)
Angry Inuk  est un long-métrage portant sur le rôle de la chasse aux phoques dans la culture inuite et l'impact négatif sur la vie des autochtones qu'ont eu les organisations d'activistes essayant d'arrêter cette chasse. Le film a été présenté en première au Festival international canadien du documentaire Hot Docs, où il obtenu plusieurs prix. Il a ensuite été présenté à de nombreux festivals. En 2016, il a valu à  Arnaquq-Baril le prix du documentaire canadien. Angry Inuk a aussi été classé parmi les dix meilleurs films du Canada en 2016 lors du Festival international du film de Toronto, où il a également gagné le prix du public.